# Vol Saudia 163
Le 19 août 1980, le vol Saudia 163, un vol international régulier, assuré par un Lockheed L-1011 TriStar de la compagnie aérienne nationale Saudia, subit un incendie peu après le décollage de l'aéroport international de Riyad (en) (maintenant base aérienne), où l'appareil venait de faire escale, à destination de Jeddah, en Arabie saoudite.
Les 287 passagers et 14 membres d'équipage à bord ont péri, après que l'avion a effectué un atterrissage d'urgence à l'aéroport de Riyad, à la suite de l'échec de l'équipage à effectuer l'évacuation de l'appareil.
À l'époque, c'est le deuxième accident aérien le plus meurtrier dans l'histoire de l'aviation impliquant un seul appareil, après celui du vol Turkish Airlines 981, survenu 6 ans auparavant. C'est également la plus grande catastrophe aérienne survenue sur le sol saoudien, ainsi que le pire accident impliquant le L-1011 TriStar.

## Avion et équipage
L'appareil impliqué est un Lockheed L-1011-200 TriStar, immatriculé HZ-AHK (numéro de série 1169), qui effectua son premier vol le 13 juillet 1979, et fut livré à Saudia le 21 août 1979. Au moment de l'accident, ce triréacteur long-courrier, équipé de trois moteurs Rolls-Royce RB211-524B2-02, totalise 2 948 heures de vol et 1 718 cycles de vol (décollage/atterrissage).
Le commandant de bord est Mohammed Ali al-Khowyter, 38 ans, de nationalité saoudienne, qui fut engagé par Saudia en 1965. Il a piloté de nombreux types d'avions au cours de sa carrière, notamment le Douglas DC-3, Douglas DC-4, Douglas DC-9, Boeing 707 et Boeing 737. Il totalise 7 674 heures de vol, dont seulement 388 heures sur TriStar. 
Le copilote est Sami Abdullah M. Hasanain, 26 ans, également de nationalité saoudienne, qui a rejoint la compagnie aérienne en 1977. Il a reçu sa qualification sur TriStar seulement 11 jours avant l'accident. À un moment de sa formation, cependant, en raison de ses mauvaises performances, Hasanain a abandonné l'école de pilotage. Il totalise 1 615 heures de vol, dont 125 heures sur TriStar. 
Le mécanicien navigant est Bradley Curtis, 42 ans, de nationalité américaine, qui a été embauché par la compagnie aérienne en 1974. Il est qualifié en tant que commandant de bord sur Douglas DC-3, puis s'est entraîné pour piloter sur Boeing 707 et Boeing 737, mais n'a pas réussi à se qualifier en tant que commandant ou en tant que copilote, parce que ses compétences de vol était jugées  insatisfaisantes. Il a dû payer sa propre formation, en tant qu'ingénieur de vol sur le L-1011, pour pouvoir conserver son emploi. Il totalise 650 heures de vol, dont 157 heures sur TriStar.

## Déroulement de l'accident
Le vol 163 décolla de Riyad à 18 h 8 (heure GMT). Sept minutes après le décollage, une alarme retentit dans le cockpit, indiquant la présence de fumée à bord. Pendant quatre minutes, les pilotes cherchèrent à vérifier l'origine de l'alarme. Pendant ce temps, l'incendie progresse rapidement et atteint les commandes du moteur n° 2. Le commandant déclara alors une urgence et demanda un retour à l'aéroport de Riyad. Il coupa ensuite le moteur 2.
Le TriStar atterrit puis sortit de la piste pour aller sur le taxiway et s'est arrêté 2 min 40 après l'atterrissage, à 21 h 39, après avoir parcouru la totalité de la piste d'une longueur de 4 000 mètres et s'arrêtant dans la direction opposée à celle de l'atterrissage. Les équipes de secours étant stationnées à proximité de la piste, s'attendant à un arrêt d'urgence et une évacuation sur la piste, cela compliqua la tâche des secouristes, qui ont dû se précipiter après l'avion. 

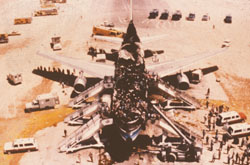
Vue aérienne montrant l'épave du Tristar, après l'incendie, sur le tarmac de l'aéroport.

Une fois l'avion arrêté, l'équipage a signalé qu'il arrêtait les moteurs et qu'il était sur le point d'évacuer. Cependant, peu après leur arrivée sur place, les secouristes constatent que les deux moteurs montés sous les ailes fonctionnent toujours, les empêchant d'ouvrir les portes. Ceux-ci ont finalement été arrêtés à 21 h 42, soit 3 min 15 après l'arrêt de l'avion, lorsque la communication avec l'équipage a été perdue. Aucun incendie n'était visible à ce moment-là, mais des flammes ont été observées à travers les hublots à l'arrière de l'avion. 

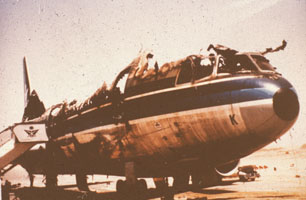
Section avant du Tristar après l'incendie.

Vingt-trois minutes après l'arrêt des moteurs, à 22 h 5, la porte R2 (deuxième porte du côté droit de l'avion) a été ouverte par le personnel au sol. Trois minutes plus tard, l'intérieur de l'avion se transforme en brasier et est entièrement détruit par l'incendie. 
On ne compte aucun survivant parmi les 301 passagers et membres d'équipage à bord. Les membres de l'équipage ont été retrouvés toujours assis dans leurs sièges, et toutes les victimes ont été retrouvées dans la partie avant de l'appareil. Des autopsies ont été pratiquées sur certains des ressortissants non saoudiens, dont le mécanicien navigant. Elles démontrent que tout le monde à bord a péri par inhalation de fumée et non par brûlures, ce qui indique qu'ils étaient morts bien avant l'ouverture de la porte R2. 

## Victimes
Sur les 287 passagers, 82 ont embarqué à Karachi, tandis que les 205 passagers restants ont embarqué à Riyad. La majorité des passagers sont des pèlerins saoudiens et pakistanais en route vers La Mecque pour les vacances traditionnelles du Ramadan. Outre les Saoudiens et les Pakistanais, 32 autres pèlerins viennent d'Iran. En outre, un petit nombre de passagers venaient de divers pays et se rendaient à Djeddah pour des raisons diplomatiques.
| Nationalité          | Total |
| -------------------- | ----- |
| Arabie saoudite      | 125   |
| Iran                 | 81    |
| Pakistan             | 65    |
| Philippines          | 6     |
| Corée du Sud         | 4     |
| Royaume-Uni          | 4     |
| États-Unis           | 3     |
| Thaïlande            | 2     |
| Allemagne de l'Ouest | 1     |
| Canada               | 1     |
| Chine                | 1     |
| Espagne              | 1     |
| Finlande             | 1     |
| France               | 1     |
| Irlande              | 1     |
| Italie               | 1     |
| Japon                | 1     |
| Pays-Bas             | 1     |
| Taïwan               | 1     |
| Total                | 301   |

## Enquête et causes de l'accident

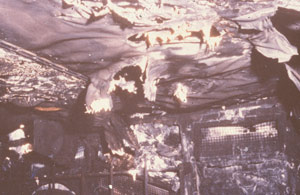
Dommages dans la soute C3, causée par l'incendie du vol 163.

L'enquête fut menée par le Conseil national de la sécurité des transports (NTSB) et des enquêteurs arabes. Petit à petit, ils reconstituèrent l'enchaînement des événements : l'incendie s'est déclaré à l'arrière de l'avion, dans la soute C3, puis détruisit les commandes du moteur 2, et enfin, sur le tarmac, il s'introduit dans la cabine, asphyxiant les 301 personnes à bord. L'incendie était suffisamment intense pour brûler le plancher de la cabine, obligeant les passagers assis dans cette zone de la cabine à se déplacer vers l'avant de l'appareil avant l'atterrissage.
Malgré de nombreux efforts, on ne sait toujours pas avec certitude ce qui a provoqué l'incendie. Les conclusions de l'enquête sont que la cause possible du sinistre est l'embarquement de marchandises dangereuses dans la soute, dont deux bonbonnes de butane presque vides, à bord de l'avion.
On ne sait pas pourquoi le commandant al-Khowyter n’a pas réussi à évacuer l’avion à temps. Des rapports saoudiens ont déclaré que l'équipage n'a pas réussi à ouvrir les portes à temps. On suppose que la plupart des passagers et des agents de bord ont été frappés d'incapacité pendant l'atterrissage, en raison de l'épaisse fumée de l'incendie, ou qu'ils n'ont pas tenté d'ouvrir les portes sur un avion en mouvement. 
L'enquête à également révélé que l'avion est resté pressurisé pendant toute la phase d'atterrissage et après l'arrêt de l'avion sur le tarmac, rendant impossible l'ouverture des portes. Les vannes de pressurisation auraient dû s'ouvrir complètement au toucher des roues pour dépressuriser l'avion, or l'avion a été retrouvé avec les deux vannes de pressurisation presque entièrement fermées, empêchant l'évacuation de l'avion. 

## Conséquence
Après cette catastrophe, la compagnie aérienne a révisé la formation de ses équipages et les procédures en cas d'urgence, tandis que Lockheed a retiré les matériaux isolants au-dessus de la zone de chargement arrière et ajouté un renforcement structurel à base de verre stratifié, qui résiste mieux à la chaleur d'un incendie en soute. 
Le NTSB a également recommandé que les avions de ligne disposent d'extincteurs au halométhane (en), jugé plus efficace que les extincteurs portatifs traditionnels.
Le désastre du vol 163 a également mis en lumière la nécessité supplémentaire de l'avènement de la gestion des ressources de l'équipage (CRM). Cela ressort clairement des principales erreurs de communication entre les membres de l'équipage, qui les ont empêchés de procéder à une évacuation réussie de l’avion. 

## Médias
L'accident a fait l'objet d'un épisode dans la série télévisée Air Crash nommé « Incendie en cabine » (saison 24 - épisode 8).